# Federation of European Microbiological Societies
Federation of European Microbiological Societies (FEMS) är ett internationellt Europeisk forskningssamfund, grundat genom sammanslutningen av ett antal nationella organisationer som i december 2018 bestå av 54 medlemsorganisationer från 38 Europeiska länder. Medlemsorganisationer kan ansöka om stipendier, anslag och/eller stöd. FEMS underlättar utbytet av vetenskaplig kunskap till alla mikrobiologer i Europa och världen över genom att publicera tidskrifter och genom att vartannat år organisera en kongress för mikrobiologer världen över. FEMS initierar också kampanjer, såsom the European Academy of Microbiology (EAM).
Sedan 1977 är FEMS sponsor för FEMS Microbiology Letter, en enskild tidskrift, som sedan följdes av ytterligare 4 tidskrifter:
- FEMS Microbiology Letters
- FEMS Microbiology Reviews
- Pathogens and Disease en tidskrift som föregick FEMS Immunology and Medical Micriobiology
- FEMS Microbiology Ecology
- FEMS Yeast Research

Tidskrifterna publicerades till en början för FEMS av Elsevier (förlag), sen av Wiley-Blackwell, men ges nu ut av Oxford University Press.